# Spiaggia di Marinha
37°05′24.3″N 8°24′45″W

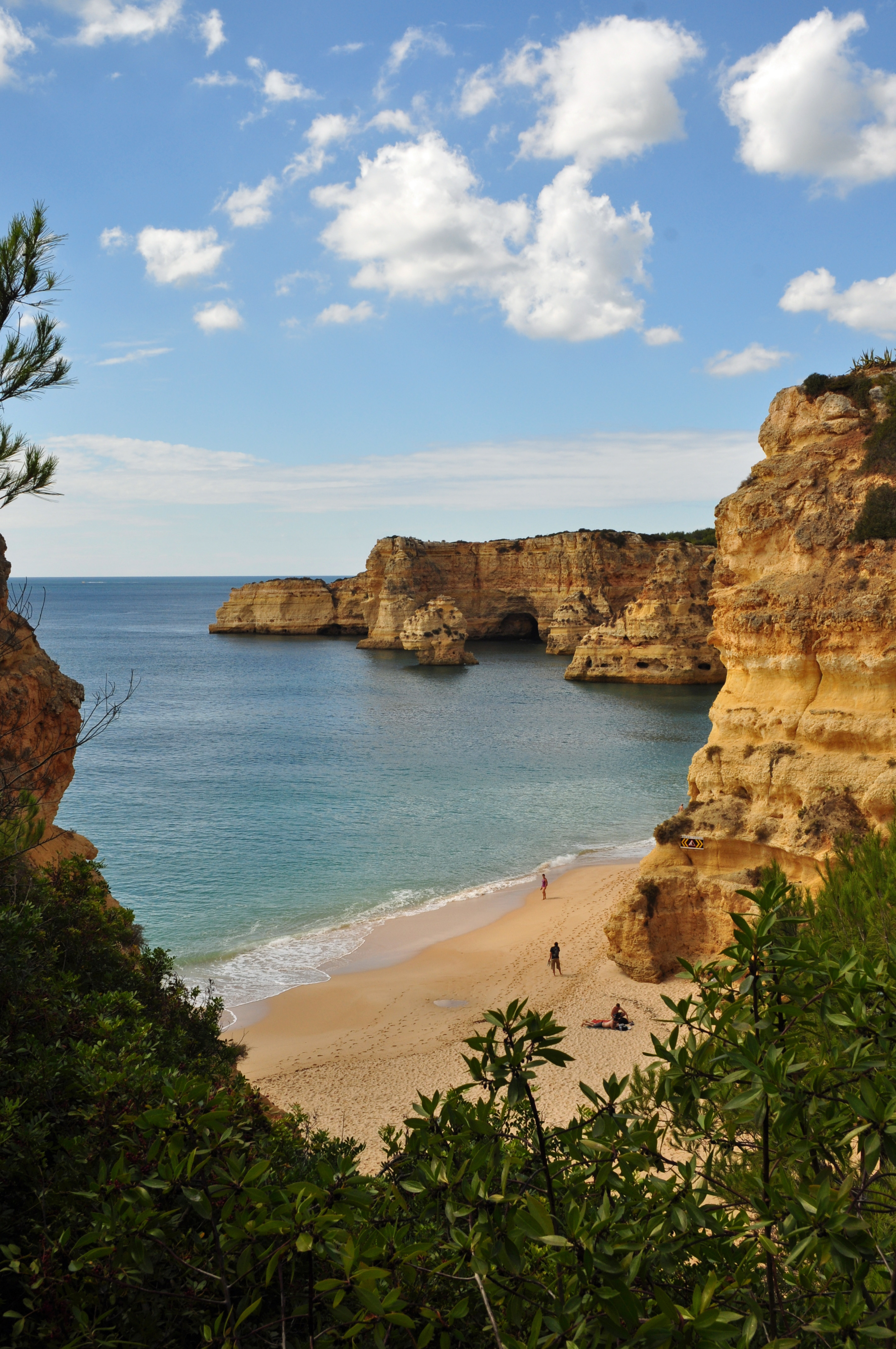
La famosa Spiaggia di Marinha (Lagoa, Algarve).

La spiaggia di Marinha (Portoghese: Praia da Marinha) è una delle spiagge più belle ed emblematiche del Portogallo, considerata dalla Guida Michelin una delle 10 spiagge più belle d'Europa e una delle 100 spiagge più belle del mondo. Grazie ai suoi valori naturalistici unici, nel 1998 il Ministero dell'ambiente portoghese ha insignito la Spiaggia di Marinha del premio "Spiaggia d'oro".
L'immagine della spiaggia è inoltre stata utilizzata a scopo promozionale dalla 'Guida del Portogallo' distribuita in tutto il mondo.
La spiaggia si trova nella zona costiera del comune di Lagoa, nella regione dell'Algarve, ed è nota non soltanto per le sue belle falesie, ma anche per l'alta qualità dell'acqua, che permette di osservare il fondale marino con una visibilità unica. La spiaggia di Marinha è stata molto utilizzata da agenzie pubblicitarie internazionali per la registrazione di spot televisivi.

## Galleria d'immagini

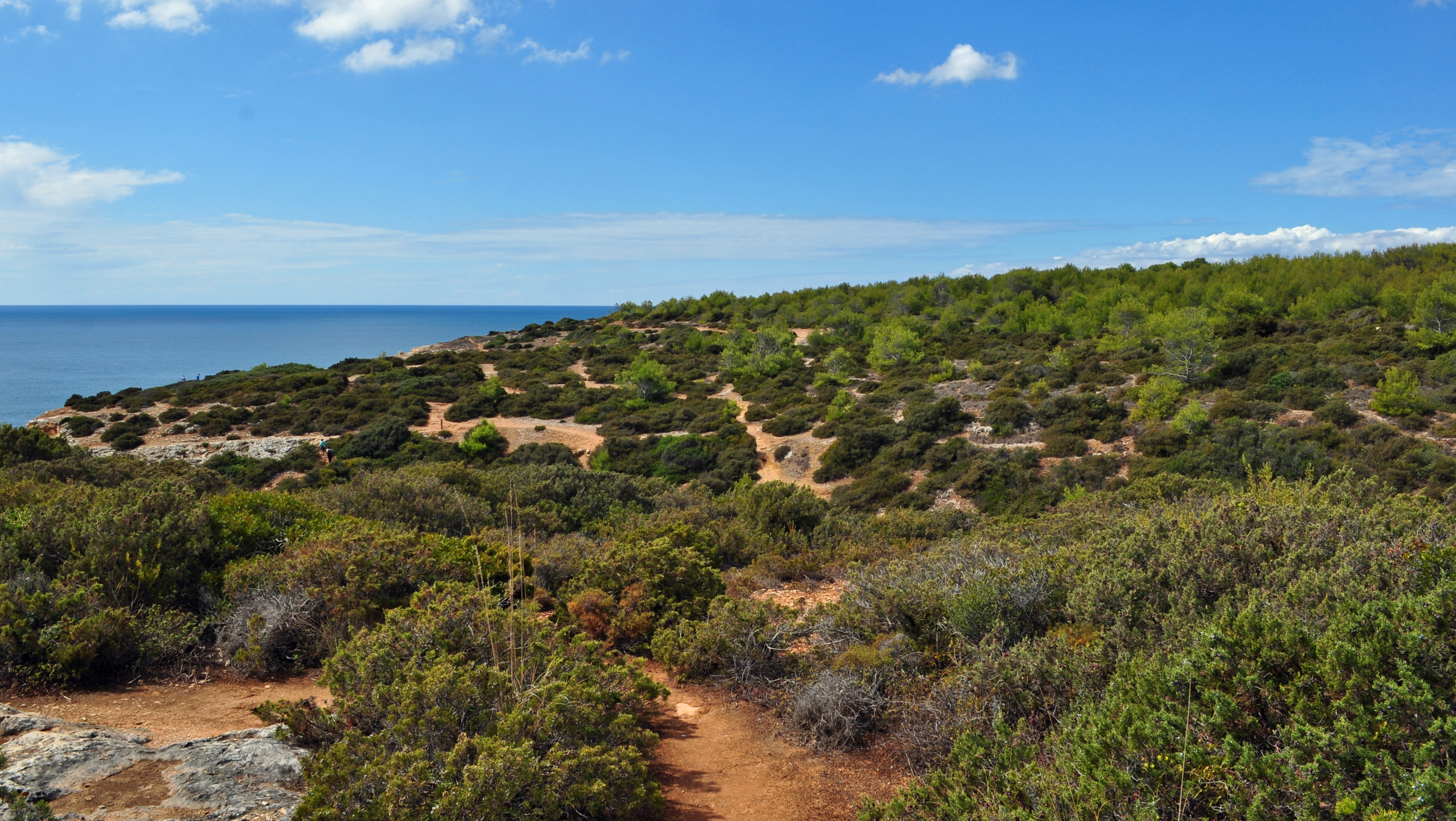
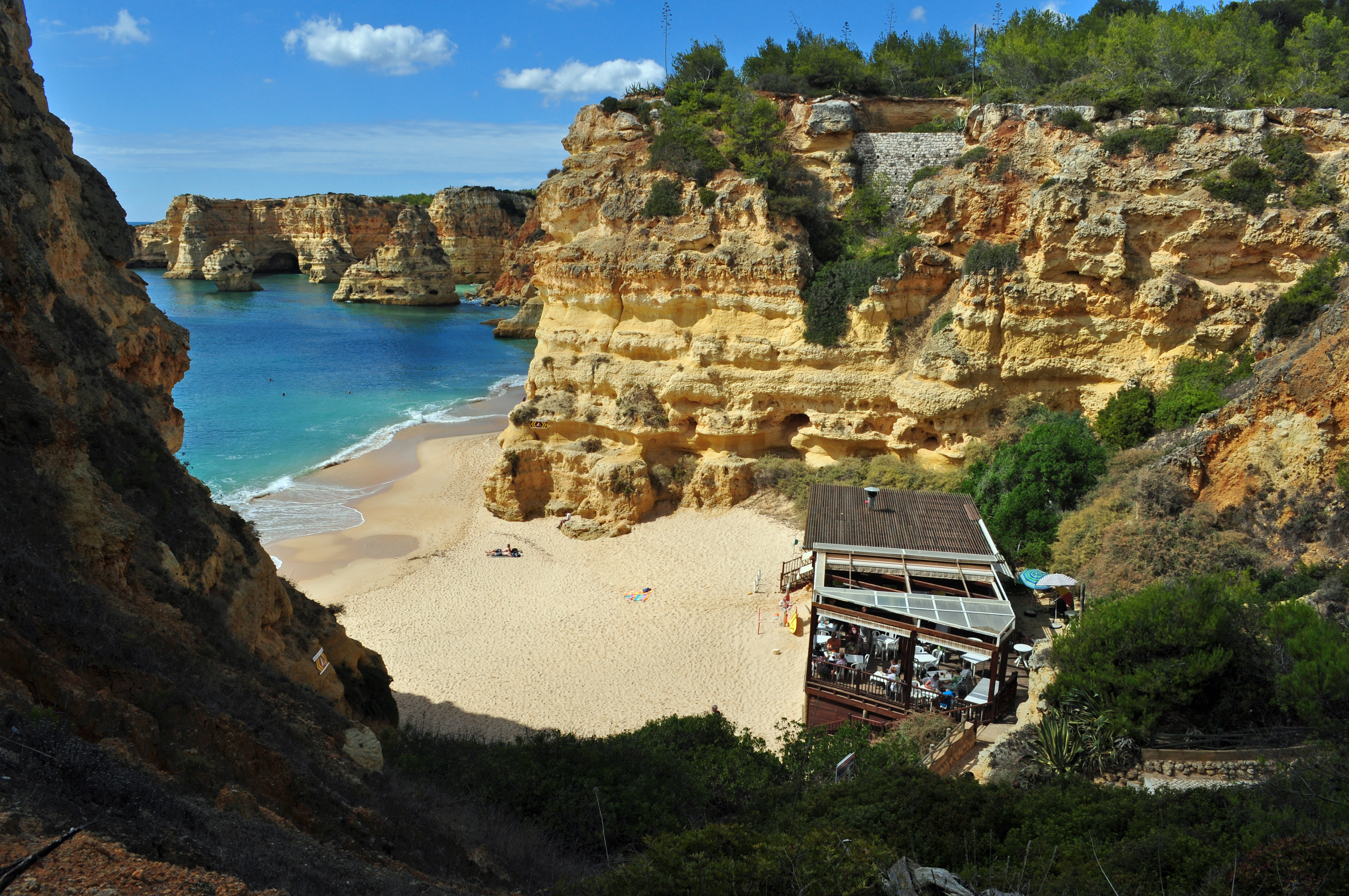
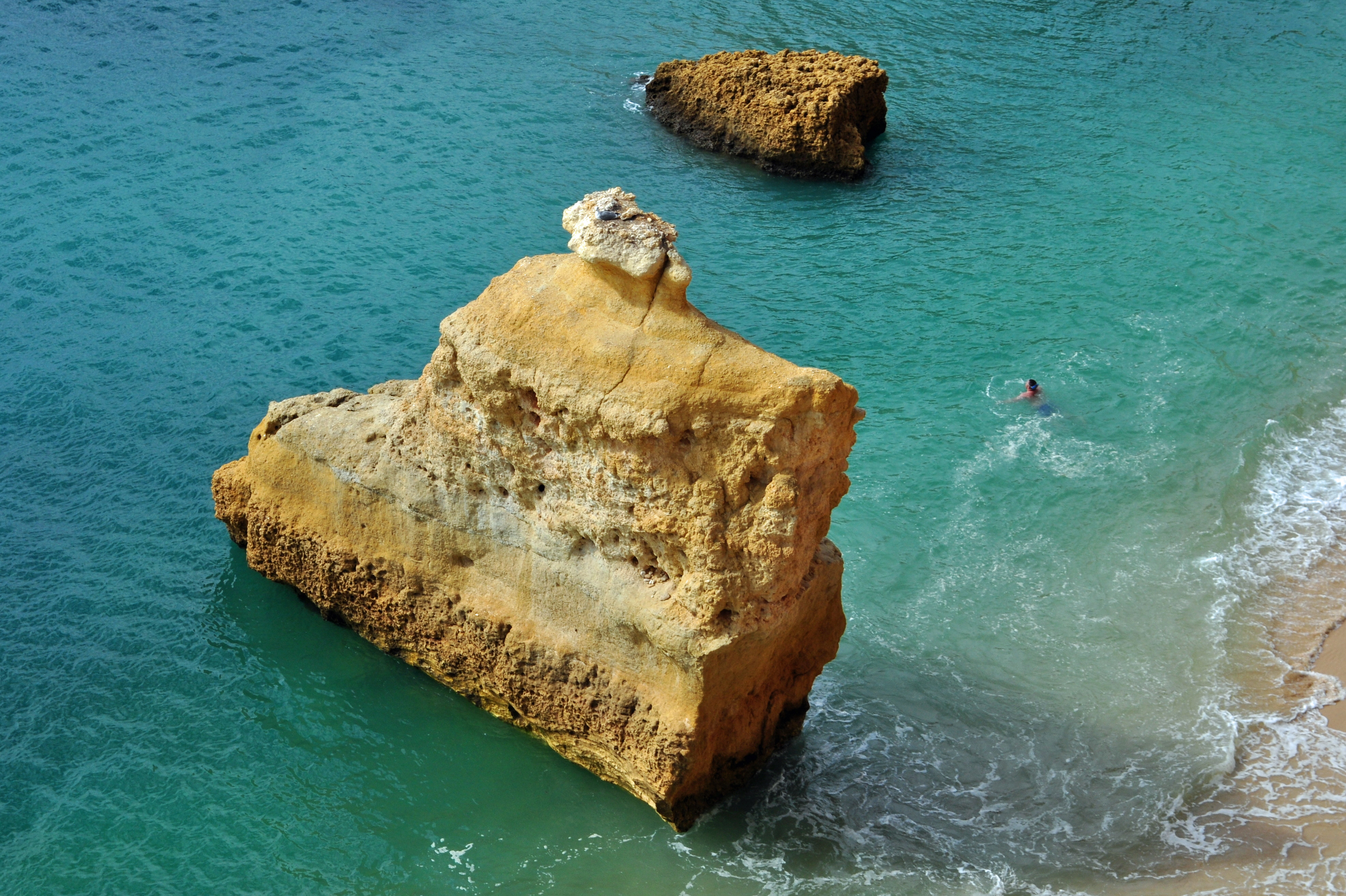
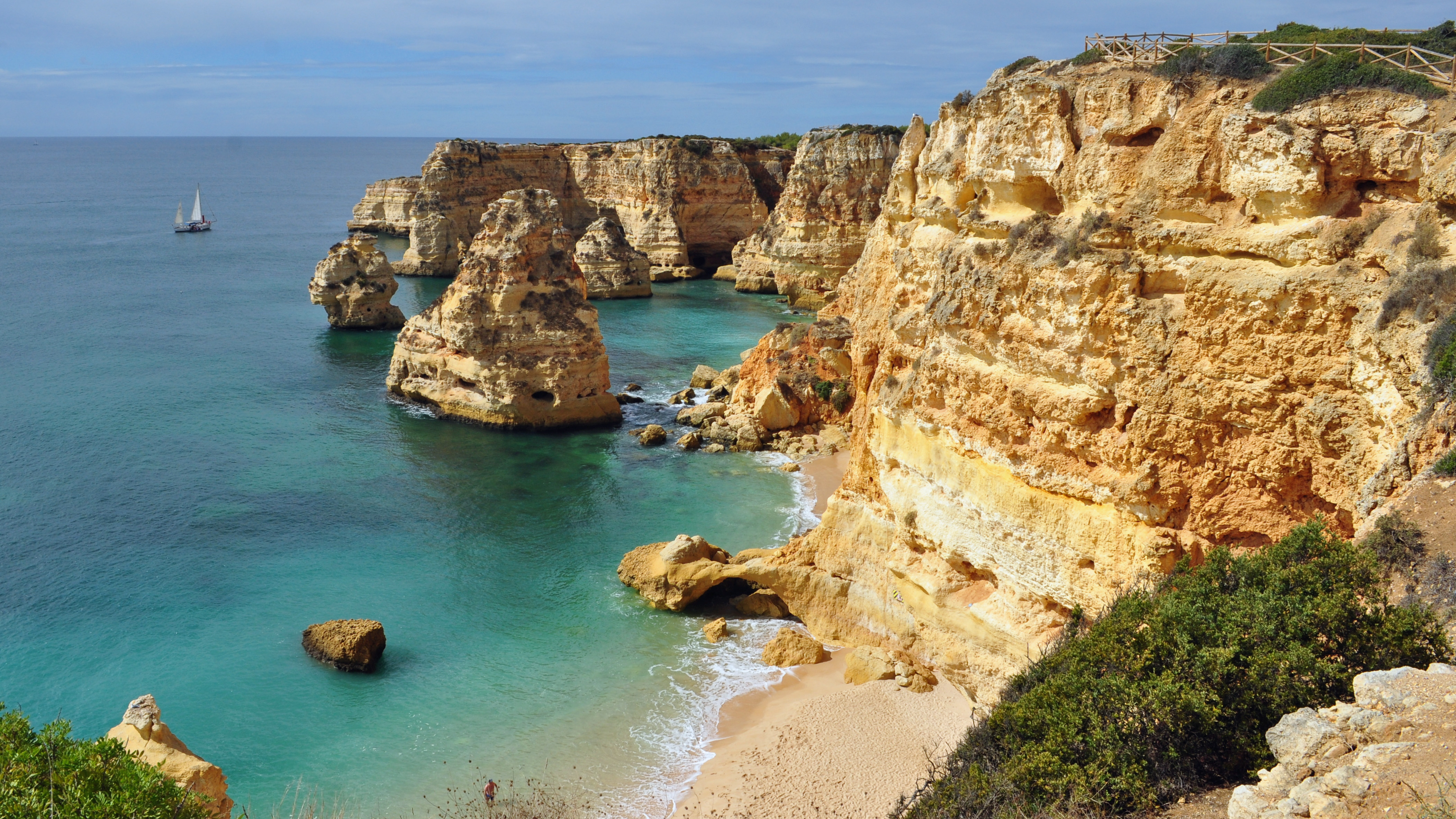

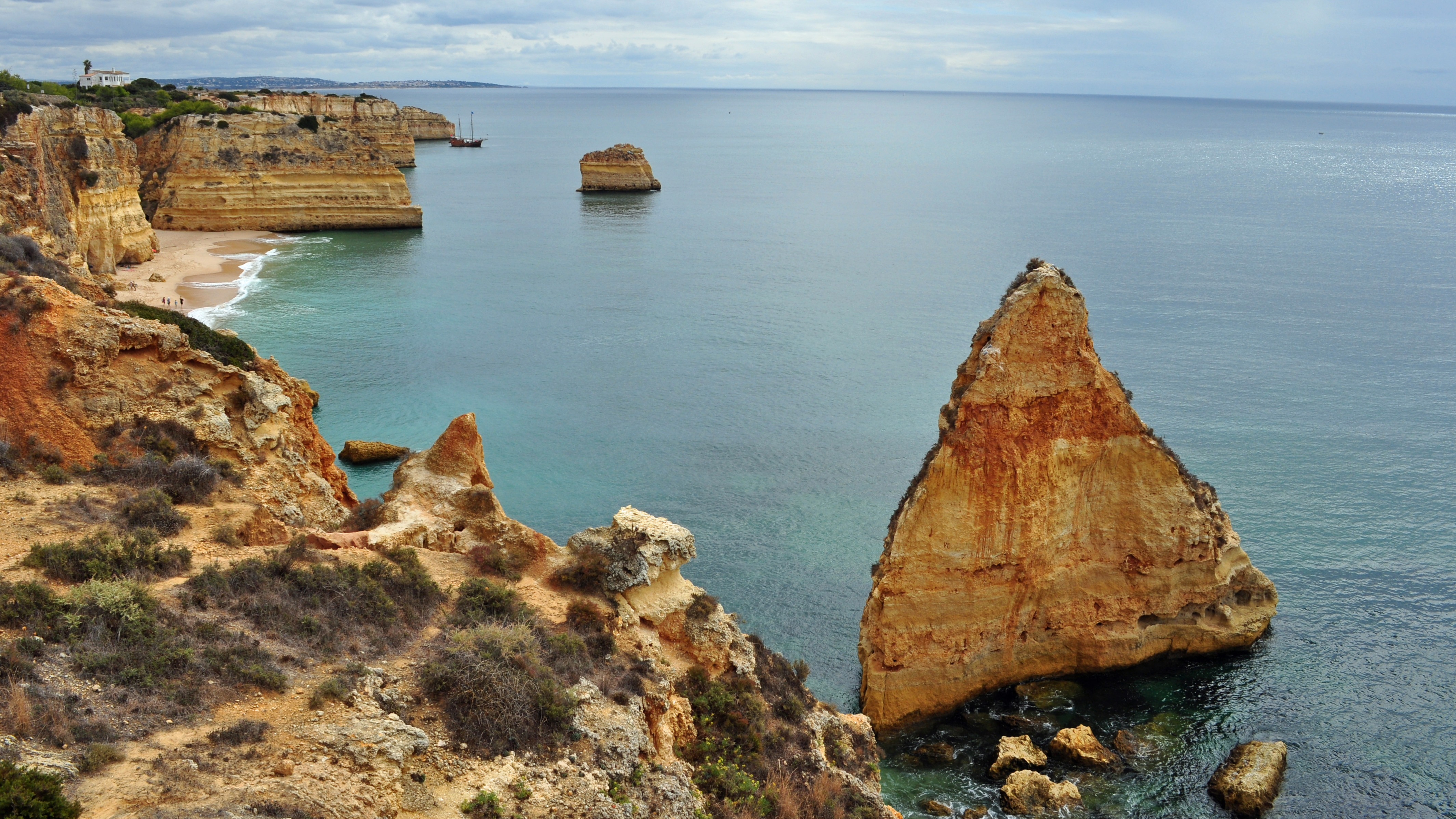
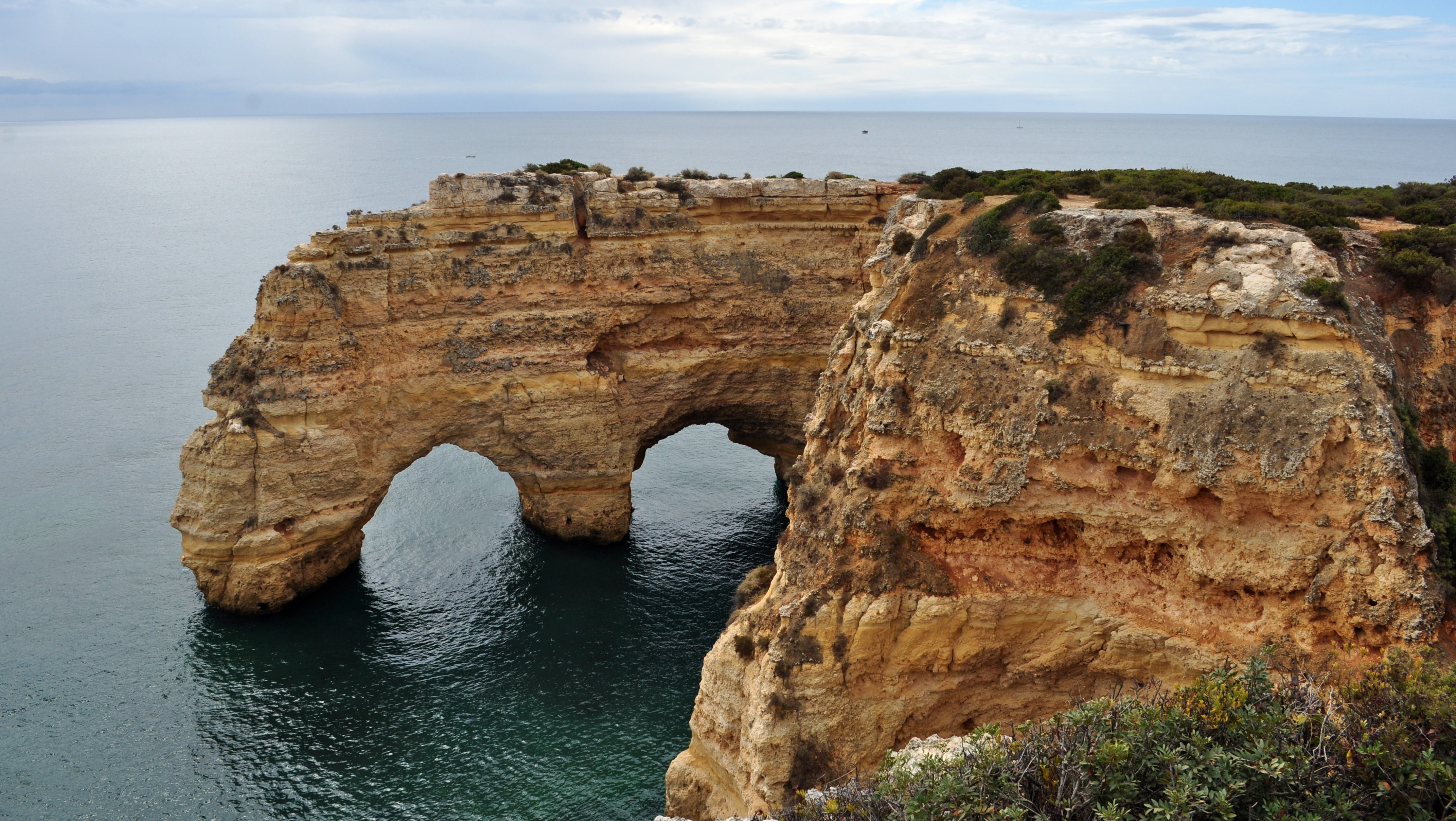
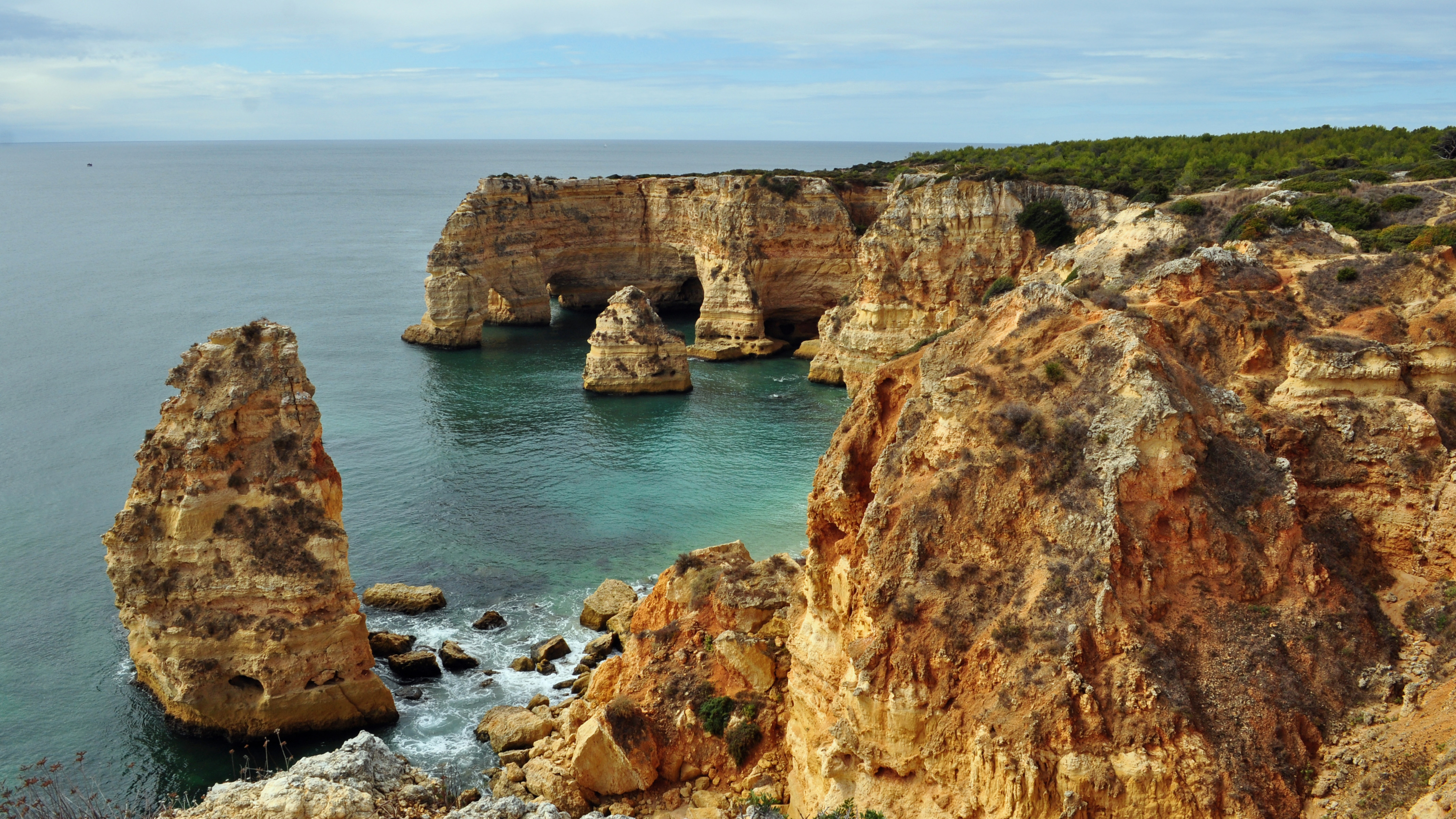
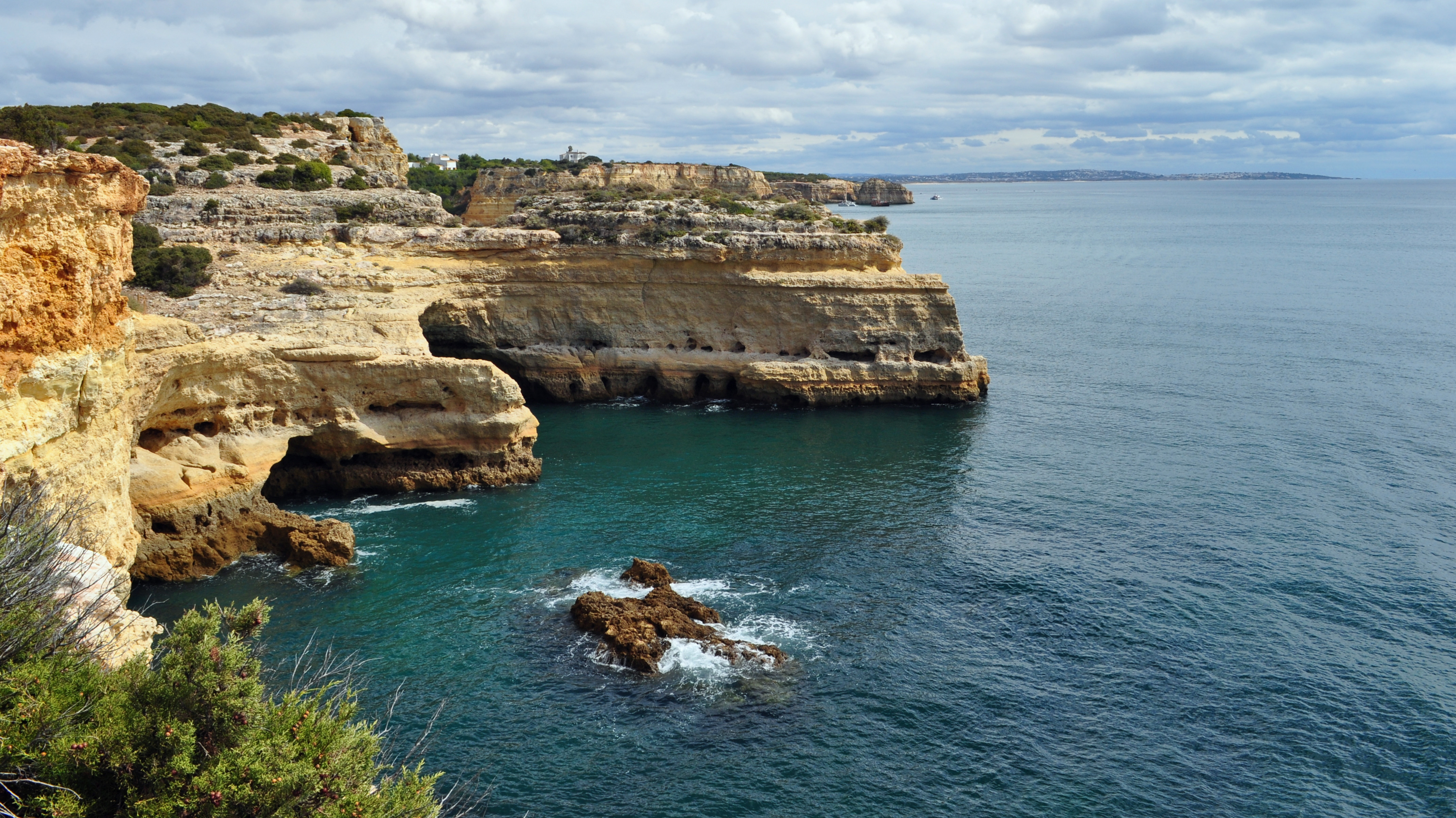